# Случ (село)
Случ (укр. Случ) — село в Волочисском районе Хмельницкой области Украины.
Население по переписи 2001 года составляло 32 человека. Почтовый индекс — 31221. Телефонный код — 3845. Занимает площадь 0,28 км². Код КОАТУУ — 6822188402.

## Местный совет
31221, Хмельницкая обл., Волочисский р-н, с. Чухели